# LUX 003
LUX 003 fue un evento de artes marciales mixtas producido por LUX Fight League, que se llevó a cabo el 5 de octubre de 2018 en el Pepsi Center WTC de Ciudad de México, México.

## Antecedentes
Para LUX 003, el número de peleas fue ampliada a catorce, dos más que el anterior; también fue anunciado que Sergio Cossio y Hugo Flores encabezarían la pelea estelar.
Se anunció una pelea de peso paja entre Fernanda Díaz y Paulina Vargas, que sería la primera ocasión en que las peleadoras femeninas tengan cabida en un evento de LUX.